# Zellenbau
Zellenbau var Gestapo och SSs speciella barack i koncentrationslägret Sachsenhausen byggd 1936 med 80 enmansceller för högt uppsatta politiska fångar. Här eller i egna hus inom området satt bland andra förbundskansleren i Österrike, Kurt von Schuschnigg, premiärministeren i Frankrike Édouard Daladier, befälhavaren för Polens armé Stefan Rowecki och ukrainska nationalistledarerna Stepan Bandera, Jaroslav Stetsko och Andrij Melnyk.